# Sankt Georgs kyrka, Viševac
Sankt Georgs kyrka (serbisk kyrilliska: Црква Светог Георгија; latinska: Crkva Svetog Georgija; kyrkslaviska: Це́рковь Свѧтого Геѡ́ргїѧ) är en serbisk-ortodox kyrkobyggnad belägen i byn Viševac i kommunen Rača, i den statistiska regionen Šumadija och västra Serbien i Serbien.
Kyrkan är helgad åt den romerske martyren, soldaten och helgonet Sankt Göran. Den tillhör Šumadijas stift.

## Bilder

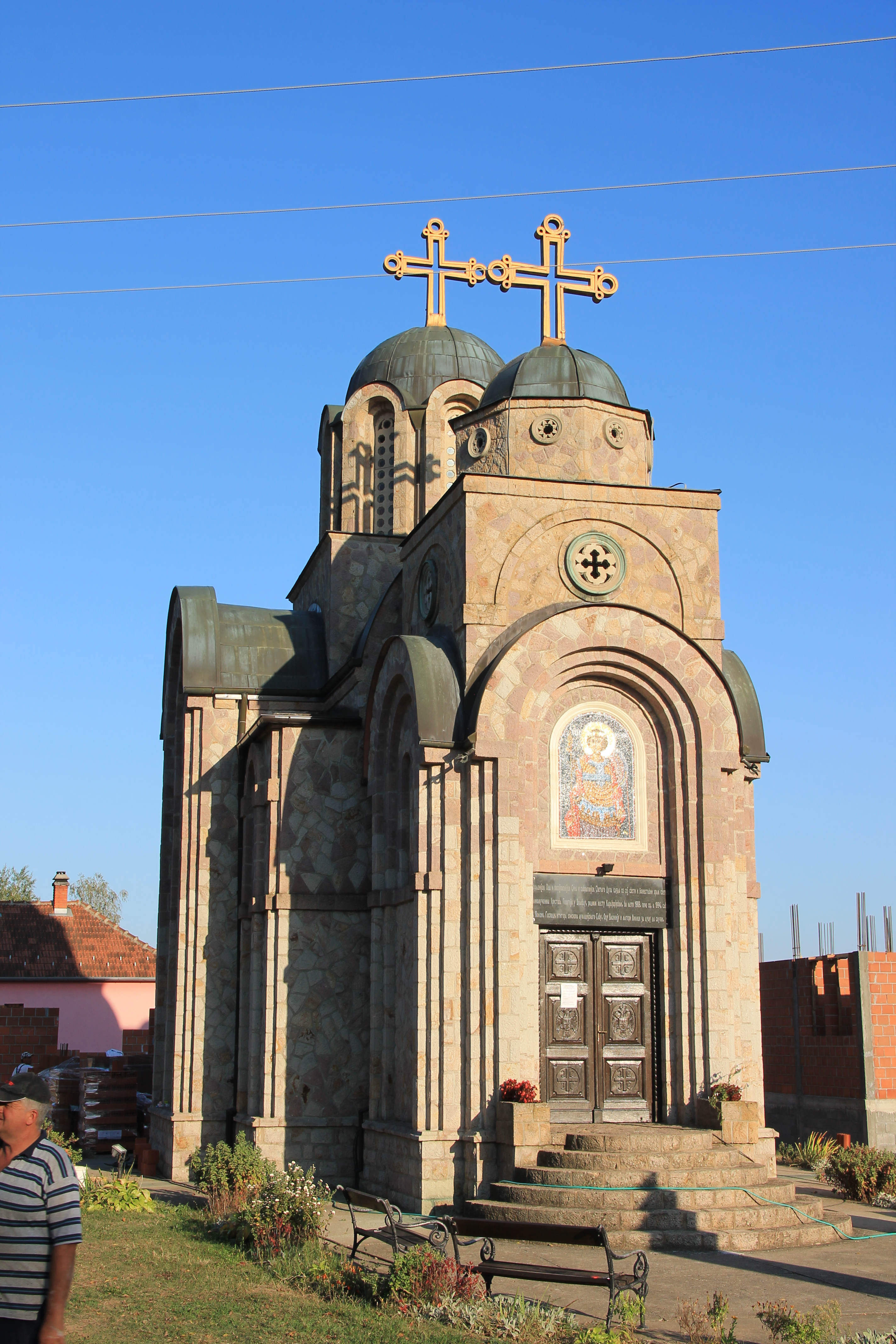
Framsidan.
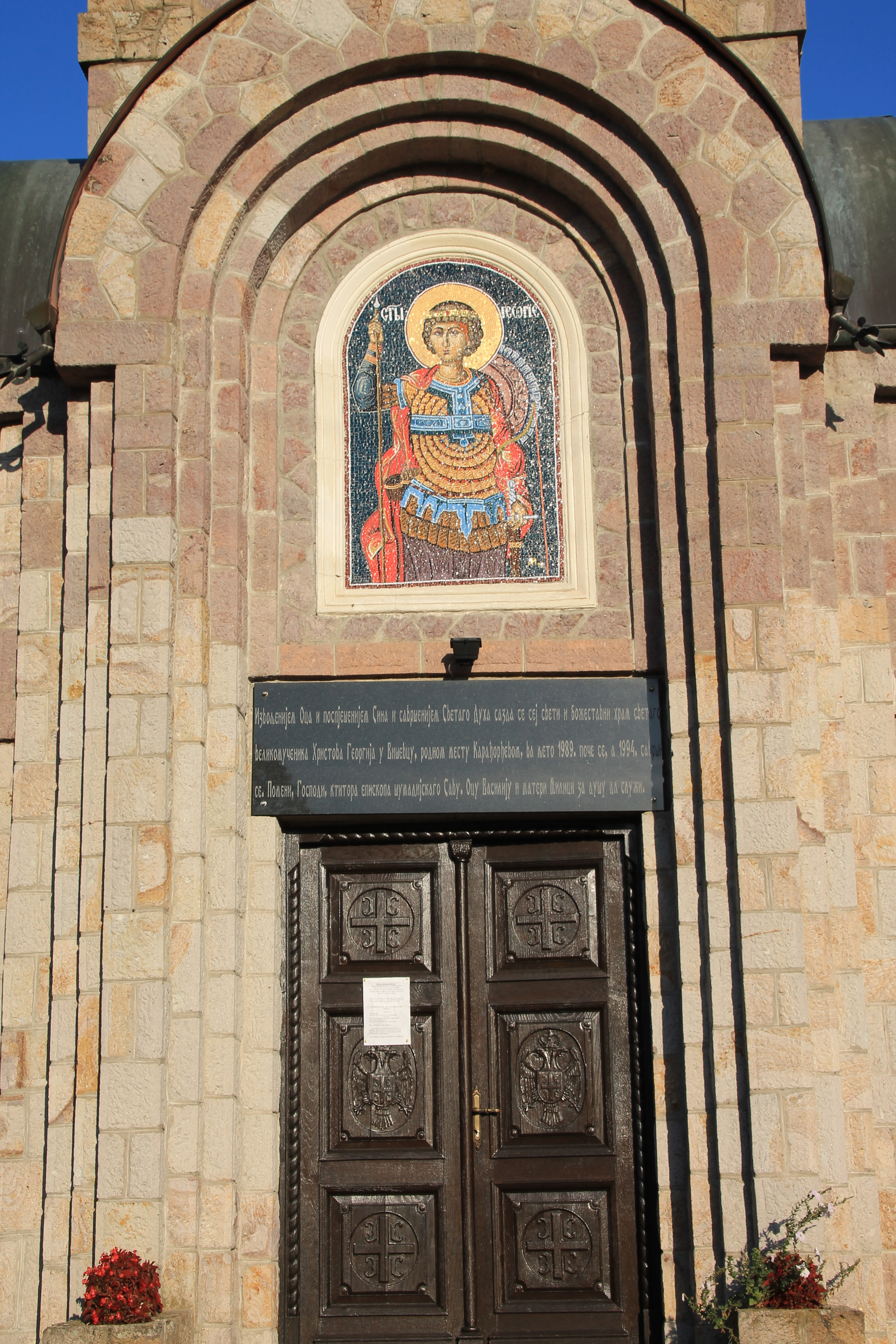
Entrén, där Sankt Göran är avbildad.